# 小田原こどもの森公園わんぱくらんど
小田原こどもの森公園わんぱくらんど（おだわらこどものもりこうえんわんぱくらんど）は、小田原市立の都市公園である。「遊びに熱中できる感動と発見の公園」をテーマとしている。

## 主な施設
- こども列車（なかよし号）
- 園内周遊自動車（わくわく号）
- ポニー乗馬
- アスレチック遊具
- わんぱく大橋（吊り橋）
- 駐車場

## 事故
2016年3月、エアー式の大型滑り台が強風で倒れ、13人がけがをした。さらに4月にはこども列車が走行中に脱線、これを受けて運営の小田原市は臨時休園をとり緊急点検を行っている。

## アクセス
- 鉄道 小田原駅西口から箱根登山バス・伊豆箱根バスで約10分
- 車 小田原厚木道路荻窪ICから約5分